# Leiostyla laevigata
Leiostyla laevigata é uma espécie de gastrópode  da família Pupillidae.
É endémica de Portugal.